# Gevorkte spinneneter
De gevorkte spinneneter (Ero furcata) is een spin die behoort tot de familie spinneneters.
Het vrouwtje wordt 2,5 tot 3,2 mm groot, het mannetje wordt 2,5 tot 2,7 mm. De spin heeft een bolvormig achterlijf met daarop twee zeer kleine onopvallende 'vorken'. Het kopborststuk en de poten zijn lichtgeel met een donkere contrasterende tekening. Het achterlijf is aan de voorkant bruin en aan de achterkant grijs. De soort leeft op takken en struiken in het Palearctisch gebied.
De gevorkte spinneneter heeft een typische eicocon, dat aan een dunne draad aan een tak of blad wordt bevestigd. 
De gevorkte spinneneter voedt zich met andere spinnen, zoals de kogelspin of herfstspin. Ze tokkelt dan met haar poten op het web van deze spin, die dan vermoedt dat er een prooi in het web is geraakt. De gevorkte spinneneter grijpt dan het slachtoffer met haar lange voorpoten, injecteert ze met gif, en zuigt ze leeg. 
Deze spin werd verkozen tot Europese spin van het jaar 2021.